# اورهان مصطافى
اورهان مصطافى (4 أبريل 1990 بكومانوفو في جمهورية مقدونيا - ) هو لاعب كرة قدم سويسري في مركز الهجوم. شارك مع منتخب سويسرا تحت 19 سنة لكرة القدم ومنتخب سويسرا تحت 20 سنة لكرة القدم ومنتخب سويسرا تحت 21 سنة لكرة القدم. أما مع النوادي، فقد لعب مع أرمينيا بيليفيلد ولو مون لوزان ونادي آراو ونادي بازل ونادي روس كاونتي ونادي زيورخ ونادي غراسهوبر زيوريخ ونادي لوغانو ونادي ويل.

## وصلات خارجية
- اورهان مصطافى على موقع قاعدة بيانات كرة القدم.إي يو (الإنجليزية)
- اورهان مصطافى على موقع بيانات كرة القدم. دي إي (الألمانية)
- اورهان مصطافى على موقع Soccerbase.com (لاعب) (الإنجليزية)
- اورهان مصطافى على موقع Soccerway.com (الإنجليزية)
- اورهان مصطافى على موقع عالم كرة القدم.نت (الإنجليزية)